# Аматський край
Ама́тський кра́й (латис. Amatas novads) — адміністративно-територіальна одиниця Латвійської Республіки. Розташований у центральній частині країни, в історичному регіоні Ліфляндія. Адміністративний центр — «Аусмас». Створений 2000 року. Площа — 741,8 км². Населення — 5667 осіб (2011). До складу краю входять 5 волостей.

## Історія
Край створений 2000 року в складі Цесіського району. 1 липня 2009 року перетоврений на самостійну адміністративно-територіальну одиницю в ході адміністративно-територіальної реформи.

## Адміністративний поділ
- Аматська волость
- Драбешська волость
- Заубська волость
- Нітаурська волость
- Скуйенська волость

## Населення
Національний склад краю за результатами перепису населення Латвії 2011 року.
| Національність | К-сть | %       |
| -------------- | ----- | ------- |
| Латиші         | 5152  | 90,91%  |
| Росіяни        | 290   | 5,12%   |
| Білоруси       | 86    | 1,52%   |
| Українці       | 42    | 0,74%   |
| Поляки         | 26    | 0,46%   |
| Литовці        | 37    | 0,65%   |
| Інші           | 34    | 0,60%   |
| Загалом        | 5667  | 100,00% |